# Old Firm
Le Old Firm est le surnom donné au derby de football à Glasgow opposant le Celtic Football Club et le Rangers Football Club. Dans sa forme actuelle, le championnat d'Écosse de football voit l'organisation de quatre rencontres officielles par saison, auxquelles il convient d'ajouter d'éventuels matchs de coupe. Le Old Firm est toujours très attendu par les supporters, et en regroupe souvent plusieurs dizaines de milliers dans les stades.
Le premier de ces matchs a lieu lors d'un match amical en mai 1888 et est remporté par le Celtic par 5 buts à 2, les Glasgow Rangers alignant leur équipe réserve.

## Origines du terme
Littéralement, Old Firm signifie « vieille entente ».
On retient habituellement trois explications possibles concernant l'apparition du terme : 
- il aurait été tiré d'un article de presse relatant la première confrontation entre Celtic et Rangers, qui était par ailleurs le premier match du Celtic. Dans cet article, on pouvait lire que l'ambiance sur le terrain semblait si détendue que l'on aurait pu imaginer que les joueurs étaient de vieux amis (old firm friends).
- une autre explication possible du terme est qu'il aurait été utilisé pour décrire les bénéfices financiers issus de cette rivalité, sous-entendant que les clubs l'entretenaient de manière volontaire pour augmenter leurs résultats comptables.
- selon une troisième explication, l'expression aurait été créée après une finale de coupe opposant les Celtic et Hibernian. On affirmait alors que les Rangers avaient prêté un gardien au Celtic qui n'en avait aucun de disponible pour ce match[3].

## Histoire de la rivalité

### Débuts et causes originelles
Dans les premières années, les rencontres entre ces deux clubs en championnat écossais étaient surtout simplement sportives et leurs rapports étaient plutôt décrits par la presse comme amicaux. Il y avait en effet une dizaine de clubs de football à Glasgow à cette période, dont le Queen's Park alors véritable rival du Celtic.
Le Rangers est, depuis sa création, profondément ancré dans la population protestante de Glasgow et fidèle à la couronne d'Angleterre, contrairement au Celtic, traditionnellement soutenu par les catholiques et proche de la communauté irlandaise. Depuis le déclin du Queen's Park, ces deux clubs sont les meilleurs de Glasgow.
Rapidement, le Celtic, qui se revendique donc fièrement de l'Irlande et du catholicisme, atteint un niveau footballistiquement intéressant, et atteint la finale de la Coupe d’Écosse de football dès sa première édition. Cette ascension est mal vue par les protestants et le Celtic devient le club à abattre. Ce défi, relevé par les Glasgow Rangers, se révèle très rapidement particulièrement lucratif et attire beaucoup de monde.
Les premiers incidents datent de 1909 lors d'une rencontre à Hampden Park ; ils ne sont néanmoins pas assimilés à des bagarres entre supporters rivaux à l'époque. C'est à cette période que les valeurs des deux clubs commencent à exaspérer les deux camps, qui deviennent alors réellement antagonistes.
La rivalité commence à s'exacerber dans les années 1910, lorsque l'Irlande commence à avoir des velléités d'indépendance. De plus, le fait que le club de la communauté irlandaise puisse avoir de meilleurs résultats que le club de la communauté protestante écossaise irrite également les supporters des Rangers. C'est à cette même période qu'ont lieu la tentative de Home Rule (1912-1914) et les Pâques sanglantes (1916).
Lors des différentes confrontations, on remarque l'abondance des drapeaux irlandais chez les supporters du Celtic et du Royaume-Uni chez ceux des Rangers.

### Évolution après la Seconde guerre mondiale
Dans les années 1960, la Fédération d'Écosse de football a menacé d'exclure le Celtic de tout championnat s'il continuait à laisser flotter le drapeau irlandais dans son stade. Malgré le refus d'obtempérer de la part du club, aucune sanction effective ne fut prise.
Le 2 janvier 1971, lors du Old Firm à Ibrox Park, le but égalisateur de Colin Stein pour les Rangers en toute fin de match amène une partie du public qui quitte le stade à revenir. Un chassé croisé se crée entre partants et revenants et la bousculade qui s'ensuit fait 66 morts et environ 200 blessés.
La seule arrivée de Mo Johnston aux Rangers en 1989, soit 101 années après le premier Old Firm, suffit à provoquer un tollé à l'Ibrox Stadium mais les circonstances dans lesquelles elle se produit déclenchent également la colère du Celtic Park. En effet Mo Johnston, parti au FC Nantes depuis deux ans mais encore très apprécié chez les supporters verts et blancs, annonce publiquement son retour au Celtic. Le manager des Rangers, Graeme Souness, convainc le joueur en difficulté avec le fisc écossais de rejoindre son club. Les publics des deux équipes réagissent très mal à ce transfert et la situation est très tendue durant quelque temps.
Entre 1995 et 2007, quatre personnes ont été tuées et une soixantaine blessées pour des motifs de rivalités liées au football et à la religion en Écosse.
En 2000, le match est toujours l'occasion de haine et de violences entre les supporteurs des différents camps, bien que depuis l'arrêt Bosman une majorité des joueurs ne soit plus écossais, et sans lien particulier avec la pratique religieuse.
En 2006, le gardien polonais du Celtic, Artur Boruc, est averti par la justice écossaise pour avoir « provoqué » les supporters des Glasgow Rangers en effectuant le signe de croix devant la tribune des fans protestants en début de seconde mi-temps. L'Église catholique et plusieurs responsables politiques s'opposent à cette décision, au nom de la liberté d'expression et de la diversité religieuse. Le Crown Office précise ultérieurement que ce n'est pas l'acte religieux qui est sanctionné, mais les circonstances et l'incitation au désordre. 
Néanmoins, depuis plus de vingt ans, certains Écossais disent que la rivalité a trop duré, et se réjouissent à chaque fois qu'un autre club comme Motherwell ou Heart of Midlothian parvient à concurrencer les deux géants de Glasgow.

## Lieu
Sont repris, les stades ayant accueilli plus de 30 fois le Old Firm.
|          | Celtic Glasgow | Glasgow Rangers | Fédération écossaise de football |
| -------- | -------------- | --------------- | -------------------------------- |
|          |                |                 |                                  |
| Stade    | Celtic Park    | Ibrox Stadium   | Hampden Park                     |
| Capacité | 60 355         | 50 987          | 52 053                           |

## Affluences
Les 118 567 spectateurs du Old Firm du 2 janvier 1939 à l'Ibrox Stadium constituent le record absolu pour un match de championnat de football en Grande-Bretagne. Toutefois, le record pour un Old Firm est de 132 870 spectateurs pour la finale de la Coupe d'Écosse de football 1969 au Hampden Park.

## Bilan
| Compétitions         | Matchs | Celtic | Nuls | Rangers |
| -------------------- | ------ | ------ | ---- | ------- |
| Championnat d'Ecosse | 339    | 118    | 92   | 129     |
| Coupe d'Ecosse       | 55     | 27     | 10   | 18      |
| Coupe de la Ligue    | 52     | 25     | 3    | 24      |
| Total                | 446    | 170    | 105  | 171     |

## Palmarès
| Celtic          | Compétitions                           | Rangers |
| --------------- | -------------------------------------- | ------- |
| Nationales      |                                        |         |
| 55              | Championnat d'Écosse                   | 55      |
| 42              | Coupe d'Écosse                         | 34      |
| 22              | Coupe de la Ligue                      | 28      |
| 119             | Total                                  | 117     |
| Internationales |                                        |         |
| 1               | Ligue des champions de l'UEFA          | —       |
| —               | Coupe d'Europe des vainqueurs de coupe | 1       |
| 1               | Total                                  | 1       |
| 120             | Total général                          | 118     |

## Joueurs

### Apparitions
| Rang | Nom            | Club    | Matchs | Période   |
| ---- | -------------- | ------- | ------ | --------- |
| 1    | Alex Smith     | Rangers | 87     | 1894–1913 |
| 2    | John Greig     | Rangers | 74     | 1962–1978 |
| 3    | Paul McStay    | Celtic  | 70     | 1982–1997 |
| 4    | Billy McNeill  | Celtic  | 65     | 1958–1975 |
| 4    | Dougie Gray    | Rangers | 65     | 1925–1945 |
| 6    | Sandy Jardine  | Rangers | 64     | 1967–1982 |
| 7    | Roy Aitken     | Celtic  | 62     | 1976–1990 |
| 8    | Pat Bonner     | Celtic  | 60     | 1979–1995 |
| 8    | John McPherson | Rangers | 60     | 1890–1902 |
| 10   | Danny McGrain  | Celtic  | 58     | 1970–1987 |
| 11   | Alec McNair    | Celtic  | 56     | 1905–1924 |

| Rang | Nom             | Club    | Matchs | Période   |
| ---- | --------------- | ------- | ------ | --------- |
| 1    | Paul McStay     | Celtic  | 54     | 1982–1997 |
| 2    | Roy Aitken      | Celtic  | 51     | 1976–1990 |
| 3    | Pat Bonner      | Celtic  | 50     | 1980–1995 |
| 4    | Sandy Jardine   | Rangers | 44     | 1967–1982 |
| 4    | Danny McGrain   | Celtic  | 44     | 1970–1987 |
| 6    | Ally McCoist    | Rangers | 43     | 1983–1998 |
| 7    | Davie Cooper    | Rangers | 40     | 1977–1989 |
| 8    | Tommy Burns     | Celtic  | 39     | 1976–1989 |
| 8    | Peter Grant     | Celtic  | 39     | 1984–1997 |
| 10   | John Greig      | Rangers | 38     | 1962–1978 |
| 11   | Derek Johnstone | Rangers | 37     | 1971–1985 |

### D'un club à l'autre

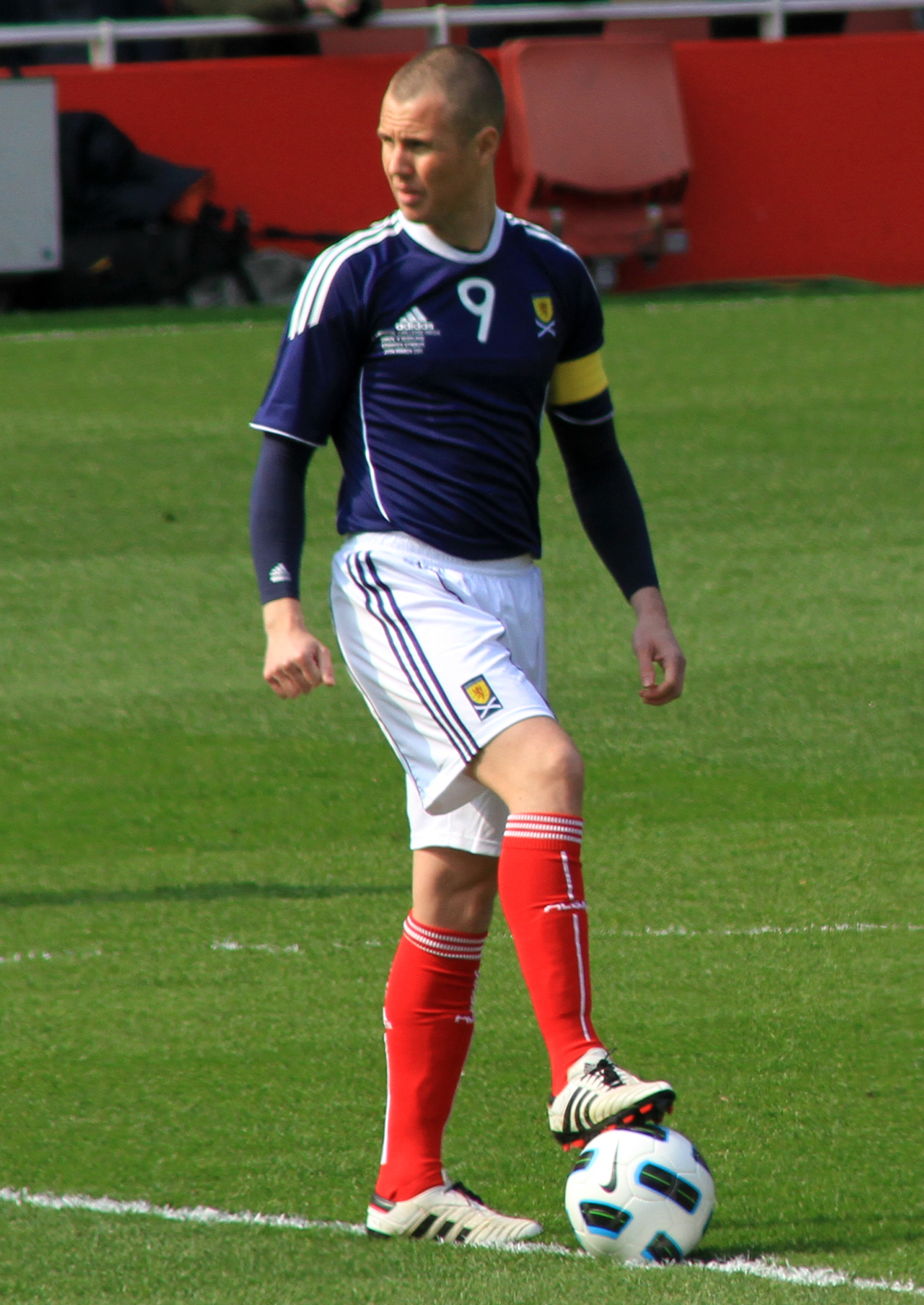
Kenny Miller sous les couleurs de l'Écosse

La très forte rivalité entre les deux clubs a rendu rare le fait, pour un joueur, de représenter les deux équipes au cours de sa carrière. Depuis la fin de la seconde guerre mondiale, seuls 5 joueurs ont évolué sous les deux maillots :
- Alfie Conn (Rangers 1968–1974, Celtic 1977–1979)
- Mo Johnston (Celtic 1984–1987, Rangers 1989–1991)
- Kenny Miller (Rangers 2000–2001, Celtic 2006–2007, Rangers 2008–2011, Rangers 2014–2018)
- Steven Pressley (Rangers 1990–1994, Celtic 2006–2008)
- Mark Brown (Rangers 1997–2001, Celtic 2007–2010)

Il est aussi remarquable qu'aucun d'entre eux n'a été directement transféré entre les deux clubs.

### Buteurs
| Rang | Nom             | Club    | Buts | Période | Ratio |
| ---- | --------------- | ------- | ---- | ------- | ----- |
| 1    | Ally McCoist    | Rangers | 27   | 55      | 0.49  |
| 2    | Robert Hamilton | Rangers | 24   | 46      | 0.52  |
| 3    | Jimmy McGrory   | Celtic  | 22   | 35      | 0.63  |
| 4    | Sandy McMahon   | Celtic  | 22   | 43      | 0.51  |
| 5    | Jimmy Quinn     | Celtic  | 18   | 37      | 0.49  |
| 6    | John McPherson  | Rangers | 17   | 60      | 0.29  |
| 7    | Alex Venters    | Rangers | 16   | 26      | 0.61  |
| 8    | Jimmy Duncanson | Rangers | 16   | 30      | 0.53  |
| 9    | Henrik Larsson  | Celtic  | 15   | 30      | 0.50  |
| 10   | Bobby Lennox    | Celtic  | 15   | 51      | 0.29  |
| 11   | Willie Reid     | Rangers | 14   | 21      | 0.67  |
| 12   | Alec Smith      | Rangers | 14   | 87      | 0.16  |

| Rang | Nom              | Club             | Buts | Matchs | Ratio |
| ---- | ---------------- | ---------------- | ---- | ------ | ----- |
| 1    | Ally McCoist     | Rangers          | 17   | 43     | 0.39  |
| 2    | Sandy McMahon    | Celtic           | 15   | 22     | 0.68  |
| 3    | Henrik Larsson   | Celtic           | 11   | 23     | 0.48  |
| 4    | Jimmy McGrory    | Celtic           | 10   | 19     | 0.53  |
| 5    | Kenny Miller     | Celtic & Rangers | 10   | 19     | 0.53  |
| 6    | John Campbell    | Celtic           | 9    | 19     | 0.47  |
| 7    | Jimmy Quinn      | Celtic           | 9    | 21     | 0.43  |
| 8    | Derek Johnstone  | Rangers          | 9    | 37     | 0.24  |
| 9    | Derek Parlane    | Rangers          | 8    | 17     | 0.47  |
| 10   | Charlie Nicholas | Celtic           | 8    | 18     | 0.44  |
| 11   | Mark Hateley     | Rangers          | 8    | 19     | 0.42  |
| 12   | Tom McAdam       | Celtic           | 8    | 30     | 0.27  |

## LeNew Firm
Dans les années 1980, les clubs du Aberdeen, dirigé par Alex Ferguson, et de Dundee United réussissent à faire jeu égal avec les deux clubs de Glasgow et à faire main basse à plusieurs reprises sur le titre de champion. Leur rencontre est nommée New Firm, selon le modèle de l’Old Firm. Les deux clubs rentrent rapidement dans le rang et le terme est abandonné.
Un second New Firm voit le jour au début des années 2000 mais, de manière quelque peu surprenante, cette fois au Danemark. En effet, la mainmise des deux clubs de Copenhague, le FC Copenhague et le Brøndby IF, sur le championnat danois et leur rivalité féroce rappellent la situation de Glasgow.

## Derby féminin
Les sections féminines du Celtic et des Rangers s'affrontent depuis de nombreuses années en SWPL, mais l'équipe des Rangers n'est officiellement intégrée au club masculin qu'en 2019. Le Celtic remporte les cinq premiers Old Firms officiels, avant une première victoire des Gers en 2021. Le derby est beaucoup moins hostile qu'en football masculin, et les supporters ne sont même pas séparés dans les tribunes.
Le 27 mars 2023, en championnat, le Celtic égalise au bout du temps additionnel (but de Caitlyn Hayes à la 99e minute, score final 1-1). Déçu par l'issue du match, l'entraîneur adjoint des Rangers Craig McPherson assène un coup de tête à l'entraîneur du Celtic Fran Alonso.
Le football féminin écossais est toutefois largement dominé par une troisième équipe de Glasgow, Glasgow City, qui accapare la majorité des titres nationaux. Il faut attendre la saison 2021-2022 pour voir les Rangers mettre fin à l'hégémonie de City et remporter sa première SWPL.